# ヤシン・バム
ヤシン・バム(1991年9月11日-)はフランスのサッカー選手。ポジションはFW。ウムラニエスポル所属。

## 経歴
2014年8月9日のRCランス戦でリーグ・アンデビュー。
2018年7月、SMカーンと4年契約を結んだ。
2021年7月2日、ウムラニエスポルに移籍した。